# Torneo de Bucarest 2010
El Torneo de Bucarest es un evento de tenis que se disputa en Bucarest, Rumania,  se juega entre el 20 de septiembre y el 26 de septiembre de 2010.

## Campeones
- Individuales masculinos:  Juan Ignacio Chela derrota a   Pablo Andújar, 7–5, 6–1.

- Dobles masculinos:  Juan Ignacio Chela /  Łukasz Kubot derrotan a  Marcel Granollers /  Santiago Ventura, 6–2, 5–7, [13–11].